# Srikamulyan
Srikamulyan is een bestuurslaag in het regentschap Karawang van de provincie West-Java, Indonesië. Srikamulyan telt 6446 inwoners (volkstelling 2010).